# Derbent
Derbent (rusky Дербе́нт, v jazyce lez Кьвевар, ázerbájdžánsky Dərbənd, avarsky Дербенд, v jazyce lbe Чурул, persky دربند‎, v jazyce jdt דארבּאנד/Дэрбэнд/Dərbənd) je město v Dagestánské republice Ruské federace. Jedná se o nejjižnější město federace a druhé nejdůležitější město Dagestánu. Derbentská pevnost, hradby a staré město byly zapsány v roce 2003 na seznam Světového dědictví UNESCO.

## Poloha
Leží na západním břehu Kaspického moře nedaleko hranice s Ázerbájdžánem a na úpatí Kavkazu. Zejména dříve se jednalo o strategické místo, z kterého bylo možné kontrolovat průchod z Blízkého východu na sever. Dnes je zde přístav, železniční spojení do Baku a silniční do Baku i na severozápad do Rostova na Donu.
Jedná se o nejjižnější město Ruské federace.

## Pamětihodnosti
Citadela, staré město a opevnění Derbentu byly roku 2003 zaneseny na seznam světového kulturního dědictví UNESCO.

## Partnerská města
- Gandža, Ázerbájdžán
- Chadera, Izrael
- Kronštadt, Rusko
- Pskov, Rusko (2014)
- Kolomna, Rusko (2020)